# ОС ЄС
ОС ЄС (операційна система єдиної системи електронних обчислювальних машин) — сімейство найбільш поширених операційних систем для ЄС ЕОМ. Спочатку являла собою допрацьований в СРСР варіант OS/360 і OS/370, надалі розроблялись в СРСР. Забезпечувала пакетну обробку завдань. Управління завданнями виконувалось командами мови Job Control Language (JCL).

## Версії до 6.1 включно
До версії 6 застосовувалися такі режими роботи, які задавалися для ОС ЄС при генерації системи:
- ОС ЄС PCP — однозадачна система, цей режим існував тільки в самих ранніх версіях ОС ЄС.
- OC EC MFT — багатозадачна система з фіксованим числом задач (Multiple Fixed Tasks). Фізична оперативна пам'ять при генерації (установці) системи ділилася на фрагменти фіксованого розміру, в кожному з яких в режимі поділу могло виконуватися одне завдання. Задачі, що вимагали більше оперативної пам'яті, ніж розмір самої великої ділянки, могли виконуватися тільки в монопольному режимі.
- OC EC MVT — багатозадачна система із змінним числом завдань (Multiple Variable Tasks). Для кожного завдання в момент запуску динамічно виділявся безперервний фрагмент фізичної оперативної пам'яті необхідного (визначався з опису завдання на JCL) розміру. Якщо не було вільної ділянки потрібного розміру, завдання чекало звільнення пам'яті в черзі, в цей час могли виконуватися завдання, менш вимогливі до пам'яті.
- OC EC SVS — багатозадачна система з віртуальною пам'яттю (Single Virtual Storage). Розміщувала завдання в єдиному віртуальному адресному просторі розміром до 16 Мбайт (розмір фізичної оперативної пам'яті зазвичай не перевищував 1-2 МБайт). Це забезпечувало запуск завдань незалежно від наявності безперервного вільного фрагмента фізичної оперативної пам'яті. Також система дозволяла запускати завдання, що вимагають більше оперативної пам'яті, ніж обсяг фізичної.

Інтерактивні можливості реалізовувалися додатковим програмним забезпеченням — діалоговими моніторами, що не входили в комплект поставки ОС, такими як Jessy, Jec, Primus тощо. Поширені в СРСР діалогові підсистеми, як правило, не мали зарубіжних аналогів, а стандартний для OS/370 інтерфейс TSO (Time Sharing Option), навпаки, практично не застосовувався.

## Версія 7
ОС версії 7 (ОС 7.1 та BPS) були призначені для запуску в системі віртуальних машин VM, завантажувались на віртуальній машині і не могли бути завантажені на реальній ЕОМ.